# Веналба (Бјела)
Веналба је насеље у Италији у округу Бијела, региону Пијемонт.
Према процени из 2011. у насељу је живело 10 становника. Насеље се налази на надморској висини од 537 м.